# Julian Schmidt
Heinrich Julian Aurel Schmidt (7. března 1818 Marienwerder, Prusko – 27. března 1886 Berlín, Německá říše) byl německý novinář, literární historik a literární kritik, spojený s časopisem Die Grenzboten. Patřil k programovým teoretikům literárního realismu.

## Život a dílo
Julian Schmidt se narodil 7. března 1818 v západopruském Marienwerderu (pozdější polské město Kwidzyn) jako syn finančního úředníka. V roce 1836 složil ve svém rodném městě maturitu a začal studovat filosofii, historii a filologii v Königsbergu. V roce 1840 promoval s titulem doktora filosofie. Mezi léty 1843 a 1847 působil v Berlíně jako učitel. V roce 1847 odešel do Lipska, kde pracoval jako redaktor. Společně s Gustavem Freytagem vydával politicko-literární časopis Die Grenzboten (Hraničáři či Hraniční poslové), v té době umírněně liberální periodikum zacílené na střední měšťanskou třídu.
Společně s dalšími teoretiky, k nimž patřili Gustav Freytag, Karl Gutzkow, Otto Ludwig, Rudolf Gottschall, Heinrich Emil Homberger, Hermann Hettner nebo Friedrich Theodor Vischer, nastínil Julian Schmidt ve svých textech realistický literární program. V něm byla požadována vnitřní koherence a pravděpodobnost jednání postav a jejich vývoje, detailní líčení a maximální preciznost při zachycování skutečnosti. Charakteristické rysy reality mají být rozpoznány, abstrahovány, analyzovány a následně umělecky zpracovány a ve vhodném pořadí předloženy čtenáři. Nejde o pouhé zachycování, nutný je ohled na ústřední myšlenku. Schmidt v roce 1856 uvádí, že „pravdu nemůže zachytit ten, kdo nezná skutečnost, ani ten, kdo je jejím otrokem“.
Schmidt ve svých článcích hojně napadal mladoněmce (čímž se dostával do sporů s Gutzkowem) a romantiky. Roku 1861 z Die Grenzboten odešel a mezi léty 1862 vedl staroliberální noviny Berliner Allgemeine Zeitung. V roce 1865 prodal svůj vlastnický podíl v Die Grenzboten Maxu Jordanovi.
Věnoval se pak především literární historii a navštěvoval berlínské literární salony: salon spisovatelky Fanny Lewaldové a salon Franzisky Graefové, manželky malíře Gustava Graefa. Jeho texty byly později vydány jako pětisvazkové Dějiny německé literatury od Leibnize až po naše dny (Geschichte der deutschen Literatur von Leibniz bis auf unsere Zeit). V roce 1878 obdržel k šedesátinám od Vilém I. čestný státní důchod výši 1500 marek. Zemřel 27. března 1886 v Berlíně.